# 데다코우라니시역
데다코우라니시역(일본어: てだこ浦西駅)은 일본 오키나와현 우라소에시에 있는 오키나와 도시 모노레일의 철도역으로, 역 번호는 19이다. 2019년 10월 1일에 개통한 유이레일의 역 중 우라소에시에 속한 3역 중 하나이며 종착역이다.
역명은 연장노선 내 다른 3역과 더불어 공개모집으로 결정되었다. 역명에 들어간 '데다코'(てだこ(日子))는 오키나와 방언으로 '태양의 자식'이라는 의미로, 현재의 우라소에 지역에서 출생했다 일컬어지는 류큐왕국의 에소(英祖, 영조)의 다른 명칭인 '에소노테다코'(英祖日子, えそのてだこ)와 관련이 있다. 역명 결정전까지는 가명으로 '우라니시역'이 사용되었다.

### 승강장
| 1,2 | ■ 오키나와 도시 모노레일 선 | 나하공항 방면 |

## 역의 역사
- 2012년 1월 25일 - 우라니시(가칭)을 포함한 연장구간의 궤도사업특허가 인가됨[6]
- 2013년 11월 2일 - 연장구간의 기공식 실시[7]
- 2014년 12월 26일 - 역명이 '데다코우라니시역'으로 정식 결정[8]
- 2019년 10월 1일 - 슈리 역 - 데다코우라니시 역 간 연장노선이 개통되어, 당역 영업 개시[9]

## 인접한 역들
| 오키나와 도시 모노레일 선    | 오키나와 도시 모노레일 선 | 오키나와 도시 모노레일 선 |
| ---------------------------- | ------------------------- | ------------------------- |
| 우라소에마에다 나하공항 방면 |                           | (시종점역)                |